# Mesquite (Nou Mèxic)
Mesquite és una concentració de població designada pel cens dels Estats Units a l'estat de Nou Mèxic. Segons el cens del 2000 tenia 948 habitants.

## Demografia
Segons el cens del 2000, Mesquite tenia 948 habitants, 262 habitatges, i 227 famílies. La densitat de població era de 441 habitants per km².
Dels 262 habitatges en un 54,2% hi vivien nens de menys de 18 anys, en un 65,3% hi vivien parelles casades, en un 16,8% dones solteres, i en un 13% no eren unitats familiars. En el 9,5% dels habitatges hi vivien persones soles el 3,4% de les quals corresponia a persones de 65 anys o més que vivien soles. El nombre mitjà de persones vivint en cada habitatge era de 3,62 i el nombre mitjà de persones que vivien en cada família era de 3,86.
Per edats la població es repartia de la següent manera: un 38,1% tenia menys de 18 anys, un 13,4% entre 18 i 24, un 26,2% entre 25 i 44, un 14,9% de 45 a 60 i un 7,5% 65 anys o més.
L'edat mediana era de 24 anys. Per cada 100 dones de 18 o més anys hi havia 90,6 homes.
La renda mediana per habitatge era de 21.875 $ i la renda mediana per família de 21.458 $. Els homes tenien una renda mediana de 20.370 $ mentre que les dones 15.577 $. La renda per capita de la població era de 7.129 $. Aproximadament el 38,4% de les famílies i el 43,4% de la població estaven per davall del llindar de pobresa.

## Poblacions més properes
El següent diagrama mostra les poblacions més properes.